# Camilo Ugo Carabelli
Camilo Ugo Carabelli (født 17. juni 1999 i Buenos Aires, Argentina) er en professionel tennisspiller fra Argentina.